# Arabis kennedyae
Arabis kennedyae es una especie de planta de flores de la familia  Brassicaceae. Es endémica de Chipre,  siendo su hábitat natural el matorral Mediterráneo. Está tratada en peligro de extinción por pérdida de hábitat.

## Taxonomía
Arabis kennedyae fue descrita por Robert Desmond Meikle y publicado en Hooker's Icones Plantarum 36: t. 3574. 1962.
Etimología
Arabis: nombre genérico que deriva de la palabra griega  usada para "mostaza" o "berro", y la palabra griega para Arabia, quizás refiriéndose a la capacidad de estas plantas para crecer en suelos rocosos o arenosos.
kennedyae: epíteto nombrado en honor del botánico Mrs. Emmeline W. Kennedy (1872-?)